# 宜賓天立學校
宜賓天立學校是中華人民共和國四川省宜賓市翠屏区一家涵蓋幼儿园、小学、初中和高中的學校，由神州天立教育集团创办于2013年，學校占地266亩。

## 外部連結
- 官方网站